# Рајхсвер
Рајхсвер (срп. „Национална одбрана“) представља оружане снаге Немачке у периоду од 1919. до 1935, када су преименоване у Вермахт („Одбрамбене снаге“).

## Послератни хаос
По завршетку Првог светског рата, оружане снаге Немачког царства биле су у расулу, војници су се враћали својим кућа у мањим групама или самостално, у немаштину, деморалисану домовину, без посла и превелике наде на видику. Многи од њих прикључили су се „Фрајкорпсу“ („Слободни корпус“), добровољачким парамилитарним јединицама које су ницале свуда по Немачкој у великом броју. Јединице Фрајкорпса чиниле су мале групе до 100 људи које су имале задатак да бране одређене области од револуционарних снага комуниста које су покушале да спроведу комунистичку револуцију попут оне у Русији. Осим њих постојале су и јединице Фрајкорпса које су биле дивизијског састава и имале пешадију, артиљерију, митраљезе, моторизацију, инжињерију, логистичку и ваздушну подршку. Између 1918. и 1923. рачуна се да је постојало око 200 до 300 „Слободних корпуса“ широм Немачке који су поред локалних сукоба учествовали и у међународним сукобима ниског интензитета, у рејону Балтика и бранећи немачке источне границе од бројних упада војске рестауриране Пољске.

## Настанак Рајхсвера
Из свих тих разлога дуготрајног хаоса и несигурности новоформираној Вајмарској Републици била је потребна војска. Дана 6. марта 1919, декретом су формиране Привремене снаге националне одбране (Vorläufige Reichswehr), сачињене од Привремене националне армије (Vorläufige Reichsheer) и Привремене националне морнарице (Vorläufige Reichsmarine). Многе јединице Фрајкорпса су као окосница делимично или у потпуности ушле у састав нове армије. Ова армија је у том тренутку бројала око 400.000 људи распоређених у око 50 јединица величине бригаде.
Од 30. септембра 1919. године армија је реорганизована као „Прелазна армија“ (Übergangsheer) чиме су дефинитивно раскинуте све везе са царистичком прошлошћу. Њен састав још увек су великим делом чиниле јединице Фрајкорпса – 20 јединица величине бригаде (бројно стање је пало на око 200.000 људи). Она је као таква постојала све до 1. јануара 1921. када је и званично успостављен Рајхсвер (Reichswehr) према важећим ограничењима наметнутим Версајским мировним споразумом.
Ограничен споразумом на укупно 100.000 људи, Рајхсвер су чиниле следеће снаге: 
- Рајхсхер (Reichsheer), армију чиниле су две групне команде,
  - седам пешадијских дивизија, и
  - три коњичке дивизије.

Тенкови, тешка артиљерија и авиони били су забрањени.
- Рајхсмарине (Reichsmarine), морнарица је била ограничена на неколико мањих бродова.

Подморнице и авиони нису били дозвољени, а укупна тонажа ратне морнарице није смела да превазилази 100.000 бруто регистарских тона, као ни 15.000 морнара. Бојни бродови нису смели бити већи од 10.000 тона, крстарице су смеле бити депласмана до 6.000 тона, а разарачи до 600 тона.

### Армија
И поред ограничења, унутар Рајхсвера настављено је са анализирањем пораза немачке армије у Првом светском рату, вршена су истраживања и развијано наоружање и тактика, организовани тајни тестови у иностранству (у сарадњи са Црвеном армијом) и прављени планови за „боља времена“. Немачки инжењери су радили у сарадњи са совјетским колегама нарочио интензивно на развоју и унапређењу тешког наоружања у Ками (СССР), близу Казања. Од 1926. до 1932, неколико немачких фирми попут Крупа (Krupp), Ринметал-Борсига (Rheinmetall-Borsig), Дајмлера (Daimler) и других, радило је на изградњи првих прототипова тенкова тестираних на совјетској територији. Ови пројекти камуфлирани су називима „Велики трактор“ I, II, III и „лаки трактор“ и утрли су пут првим лаким тенковима Panzer Pz I који су се појавили већ 1934. године.
Истовремено, онемогућена да има бројну обучену армију Немачка је на све начине покушавала да оспособи војни кадар, како официре тако и само људство. Тако се појавио такозвани „црни“ Рајхсвер. Наиме, ветерани Великог рата окупљени у многобројне ветеранске организације наставили су са војном обуком мимо званичне армије чиме је Немачка јачала своју резервну војску сачињену од великог броја искусних бораца жељних реваншизма за још увек свеже присутан пораз. Најзначајнија од ових групација од 1918. до 1935. била је организација „Челични шлем“, која је 1930. године бројала чак 500.000 чланова. Унутар ње се у најширем смислу одржавао и гајио култ немачке армије на строгим парамилитарним аспектима, укључујући и присуство униформи. Одељак који се бавио младима организовао је пунолетнике али и адолесценте и укључивао у својеврсне војне вежбе.
Парамилитарне форманице су биле под великим политичким утицајем тих година у Републици. Такав случај је био са јуришним одредима (СА) (Sturm Abteilungen) и још увек нешто мање израженом Телесном гардом Адолфа Хитлера, јединицама СС (Schutzstaffel). 
Ове снаге су за само десет година, од 1924, када су под вођством капетана Рајхсвера Ернста Рема биле величине дивизије, нарасле на 4,5 милиона људи 1934. године. Као и код Хитлерјугенда, организације Хитлерове омладине, све ове организације имале су заступљену парамилитарну војничку обуку као и обуку у управљању моторним возилима.

### Ратно ваздухопловство
Што се тиче ратног ваздухопловства, ни ту Немачка, иако ограничена да га има, није препуштала ствари случају. Током 1920-их створене су многе фирме које су касније постале кичма Луфтвафе, немачког ратног ваздухопловства. Тако су 1920. формиране фирме Јункерс, 1922. Хајнкел и Дорније и 1924. Фоке-Вулф. Немачка цивилна авио-компанија Луфтханза до 1926. године створила је велику ваздушну флоту и умногоме допринела обучавању пилота који су касније летели у ратном ваздухопловству. Многе летелице су биле тако осмишљене и дизајниране да их је било могуће лако дорадити и употребити као војне авионе. Такав случај је био са Јункерсом Ju 52, авионом који је почетком 1930-их чинио три четвртине целокупног састава Луфтханзе и остао у служби Луфтвафе све до 1945. Остали војни авиони били су дизајнирани у иностранству (највише у Липецку, у СССР, где је вршена и обука пилота) или су остајали у статусу планова у картотекама немачких фирми. У самој Немачкој генерал Ханс фон Сект формирао је и организовао тајне команде ратног ваздухопловства у оквиру Рајхсвера. Њих су чинили бивши пилоти који су се старали о обуци нових пилота будуће Луфтвафе кроз службу у Луфтханзи или кроз школе цивилног летења. Школе једриличарства, које је било дозвољено као врста спорта, биле су широко распрострањене и популарне као полигони за стицање знања и искуства у летењу. Године 1930, само десет година од свог формирања, Немачко ваздушно спортско друштво (Deutscher Luftverband)бројало је 50.000 чланова.

### Ратна морнарица
Ратна морнарица је као и армија и ратно ваздухопловство радила на свом развоју и јачању у строгој тајности. Од 1922. године Рајхсмарине је почела да спроводи реновације у свим својим секторима. Развијени су нови стратешки планови и изграђени нови квалитетни објекти. Пре свих, треба поменути лукаво „заобилажење“ одредаба Версајског мировног споразума у случају изградње три нова немачка такозвана „џепна“ бојна брода. Они су изграђени према дозвољеним рестриктивним стандардима за немачке бојне бродове (до 10.000 тона депласмана), међутим њихове карактеристике су значајно унапређене, посебно брзина и јако наоружање од 6 топовских цеви калибра 280 mm.
Осим површинских пловила, Рајхсмарине је успела да према сопственим плановима спроведе изградњу првих осам подморница у бродоградилиштима у Шпанији, Финској и Холандији. Ове подморнице служиле су првенствено за обуку посада будуће моћне подморничке флоте немачке Кригсмарине.

### Генералштаб
Такође, иако јој је било забрањено да има Генералштаб, армија је наставила да обавља све његове функције под називом „Трупна канцеларија“ (Truppenamt). Током ових година, многе будуће вође Вермахта, као на пример Хајнц Гудеријан, идеолог „муњевитог рата“, формулисали су своје идеје да би их само неколико година касније и спровели у дело.
Рајхсвер никада није био наклоњен демократији али је остао лојалан немачкој влади. Аполитички карактер Рајхсвера био је врло изражен и то је представљало оно одлучујуће што је у послератној Немачкој демократији дало шансу да се развије без уплитања армијског вођства. Највећи утицај на развој Рајхсвера имао је Ханс фон Сект (1866—1936), који је у периоду од 1920. до 1926. био „Шеф армијског вођства“ (Chef der Heeresleitung).
Наиме, смањење немачке мирнодопске армије са 780.000 из 1913. на 100.000 људи допринело је повећању квалитета унутар самог Рајхсвера (само су најбољи од најбољих били примани у армију). Са друге стране, револуционарне промене у доктрини ратовања након Првог светског рата суочиле су Рајхсвер са чињеницом да каква год модернизација била унета у пешадијску тактику армија ће у случају рата бити немоћна без подршке механизације и ваздухопловства.

## Рајхсвер и долазак Хитлера на власт
Током 1933. и 1934. године, након што је Адолф Хитлер постао канцелар Немачке, Рајхсвер је још појачао тајне програме експанзије у свим секторима. Преузимањем власти од стране нациста, јавила се тежња од стране Ернста Рема да СА, нацистичке парамилитарне снаге, преузму улогу Рајхсвера. Ово је алармирало тадашње војно руководство, и да би осујетио могућност војног пуча Хилер је стао уз армију и обрачунао се са својим блиским саборцем Ернстом Ремом и његовим присталицама у „Ноћи дугих ножева“ 1934. 
До тада прикривани план повећања и будућег развоја немачке армије постао је јаван формалним објављивањем о постојању Вермахта 20. маја 1935. године.

## Челници Рајхсвера

### Начелници немачког Генералштаба након Првог светског рата
- Паул фон Хинденбург, 29. август 1916 — 3. јул 1919.
- Вилхелм Гренер, 3. јул 1919 — 7. јул 1919.
- Ханс фон Сект, 7. јул 1919 — 15. јул 1919.

### Шефови „Трупне канцеларије“ (1919–1933)
- Ханс фон Сект, 11. октобар 1919 — 26. март 1920.
- Вилхелм Хеје, 26. март 1920. – фебруар, 1923.
- Ото Хасе, фебруар, 1923. – октобар, 1925.
- Вилхелм Вецел, октобар, 1925. – 27. јануар 1927.
- Вернер фон Бломберг, 27. јануар 1927 — 30. септембар 1929.
- Курт фон Хамерштајн-Екворд, 30. септембар 1929 — 31. октобар 1930.
- Вилхелм Адам, 31. октобар 1930 — 30. септембар 1933.

### Шеф Штаба Врховне команде Рајхсвера (од 1935. Вермахта)
- Лудвиг Бек, 1. октобар 1933 — 31. октобар 1938.